# Эр-Румайта
Эр-Румайта (араб. الرميثة‎) — город на юге Ирака, на территории мухафазы Мутанна. Административный центр одноимённого округа.

## Географическое положение
Город находится в северной части мухафазы, в междуречье Тигра и Евфрата, на реке Хилла (правый приток Евфрата). Абсолютная высота — 8 метров над уровнем моря.

Эр-Румайта расположена на расстоянии приблизительно 75 километров к северо-северо-западу (NNW) от Эс-Самавы, административного центра провинции и на расстоянии 200 километров юго-юго-востоку (SSE) от Багдада, столицы страны.

## Население
По данным последней официальной переписи 1965 года, население составляло 10 433 человека.
Динамика численности населения города по годам:
| 1965   | 2012   |
| ------ | ------ |
| 10 433 | 43 434 |